# پریما دونا (گروه موسیقی)
پریما دونا (به انگلیسی: Prima Donna) گروه موسیقی بریتانیایی بود.
آن‌ها نماینده بریتانیا در یوروویژن ۱۹۸۰ بودند.